# 丹尼尔·梅齐亚
丹尼尔·梅齐亚（1912年12月18日—1996年6月9日）是一位美国细胞生物学家，知名于对有絲分裂的研究，1981年与乔治·埃米尔·帕拉德、基思·R·波特共同获得第一届E·B·威尔逊奖章。